# Salon de Bruxelles de 1818
Le Salon de Bruxelles de 1818 est la quatrième édition du Salon de Bruxelles, exposition périodique d'œuvres d'artistes vivants. Il a lieu en 1818, du 23 juin au 12 juillet, dans les anciens appartements du palais de Charles de Lorraine à Bruxelles, à l'initiative de la Société royale de Bruxelles pour l'encouragement des beaux-arts, sous la présidence de Charles-Joseph d'Ursel.
Cette édition est la première organisée depuis que la Belgique a été intégrée au royaume uni des Pays-Bas.

## Organisation

### Souscriptions
Comme pour les Salons précédents, des listes de souscriptions, engageant les destinataires à s'associer de la sorte au succès du concours de peinture et de sculpture sont envoyées et rencontrent un grand succès. 

### Exposition
Comme lors des éditions précédentes, les œuvres destinées au concours étaient présentées dans le palais de Charles de Lorraine tenant alors lieu de musée de Bruxelles. Cette situation n'était pas idéale car le lieu servait également de musée de la peinture. La collection permanente devait être temporairement stockée ou couverte pendant le salon. Les exposants se sont plaints que toutes les peintures n'étaient pas également bien exposées. En 1818, on tenta de trouver une solution en maintenant le salon dans le grenier, où des travaux avaient été effectués, pour laisser entrer la lumière zénithale. Cette édition est demeurée une expérience ponctuelle car le public n'était pas enthousiasmé par les nombreux escaliers.

## Résultats

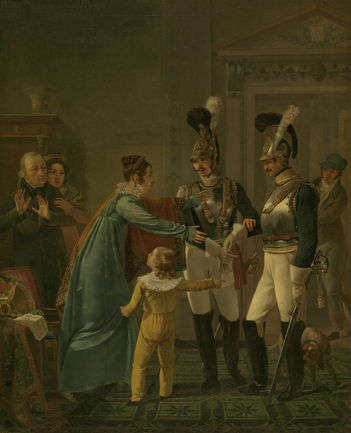
Jozef Geirnaert, prix de peinture pour Un officier rentrant au sein de sa famille.

Lors de la séance de remise de prix, le 12 juillet 1818, à la mairie de Bruxelles, les prix suivants sont octroyés :

### Peinture
- Sujet : Un officier rentrant au sein de sa famille.
- Prix : médaille d'or : Jozef Geirnaert.

### Paysage
- Sujet : Une Arcadie.
- Prix : Maximilien Lambert Gelissen, conservé aux musées royaux des Beaux-Arts de Belgique.

### Sculpture
- Sujet : Anacréon.
- Prix : Pierre Joseph Grootaers, conservé aux musées royaux des Beaux-Arts de Belgique.

### Architecture
- Sujet : Plan d'un hôtel des invalides.
- Prix : Pierre Bruno Bourla (d).

### Dessin
- Sujet : Alexandre et son médecin Philippe.
- Prix : Jean Baptiste Louis Maes Canini (d).

### Médailles d'honneur (hors concours)
- Sujet : Meilleur tableau d'intérieur peint à l'huile avec figures.
- Sujet : Meilleur tableau de fleurs ou de fruits peint à l'huile.
- Sujet : Meilleur portrait à l'huile.
- Sujet : Meilleure miniature.
- Sujet : Meilleure gravure.

## Catalogue
- Catalogue, Explication des ouvrages de peinture, sculpture, architecture, gravure et dessin, exécutés par des artistes vivans, exposés au salon de Bruxelles de 1818, Bruxelles, P.J. De Mat, 1818, 51 p. (lire en ligne).